# Bölskullens naturvårdsområde
Bölskullen är ett naturvårdsområde (sedan 1999 likställt med naturreservat) i Karlsborgs kommun i Västra Götalands län.
Området är skyddat sedan 1982 och är 102 hektar stort. Det är beläget 9 km norr om Karlsborg.
Större delen av området täcks av tall eller talldominerad barrblandskog. I myrmarkerna är inslaget av björk ganska stort. Det mest markanta inslaget är Bölskullen, som höjer sig 26 m över omgivande områden. Den anses vara en randplatå, som har avsatts i den forna Baltiska issjön. I de södra delarna av reservatet finns plana deltaytor som bryts av med dödissänkor. 
Av förekommande växter kan gotlandsag, mosippa och rödblära nämnas.

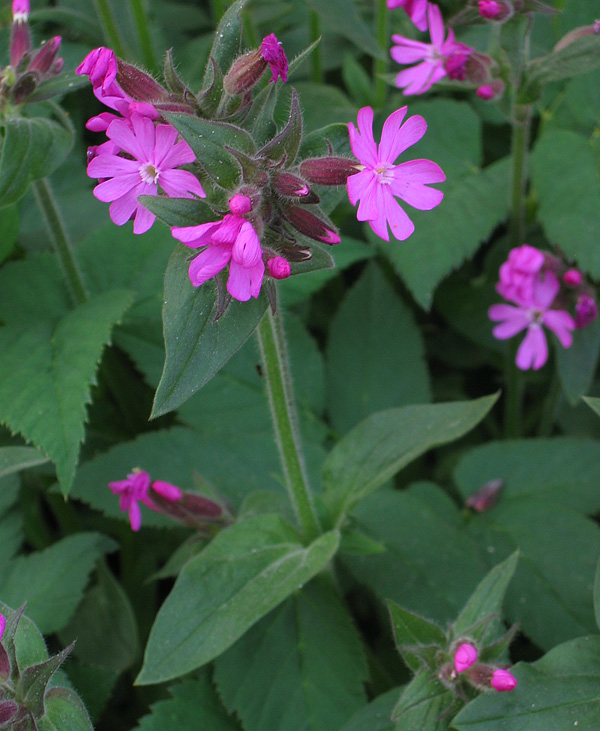
Rödblära